# 亞巴赫河 (阿格河支流)
亞巴赫河（德語：Jabach），是德國的河流，位於該國西部，處於北萊茵-威斯特法倫州，屬於阿格河的左支流，河道全長7.8公里，流域面積7.5平方公里。